# Zagreb Open 2007
Lo Zagreb Open 2007 è stato un torneo di tennis facente parte della categoria ATP Challenger Series nell'ambito dell'ATP Challenger Series 2007. Il torneo si è giocato a Zagabria in Croazia dal 14 al 20 maggio 2007 su campi in terra rossa.

## Vincitori

### Singolare
Janko Tipsarević ha battuto in finale  Júlio Silva con il punteggio di 3–6, 6–3, 6–3

### Doppio
Tomas Behrend /  André Ghem hanno battuto in finale  James Auckland /  Jamie Delgado con il punteggio di 6–2, 6–1